# Makinohara
Makinohara (japanska: 牧之原市?, Makinohara-shi) är en stad i Shizuoka prefektur i Japan. Staden bildades 2005 genom sammanslagning av kommunerna Haibara och Sagara.